# Виља Висенте Гереро (Сан Пабло дел Монте)
Виља Висенте Гереро (шп. Villa Vicente Guerrero) насеље је у Мексику у савезној држави Тласкала у општини Сан Пабло дел Монте. Насеље се налази на надморској висини од 2297 м.

## Становништво
Према подацима из 2010. године у насељу је живело 60001 становника.

### Хронологија
| Година       | 2000                  | 2005                  | 2010                  |
| ------------ | --------------------- | --------------------- | --------------------- |
| Становништво | 47804 (23636 / 24168) | 55760 (27469 / 28291) | 60001 (29476 / 30525) |

### Попис
| \| \| м \| \| \| ж \| \| 0—2 \| 1.958 \| \| \| 1.824 \| \| 3—5 \| 2.111 \| \| \| 2.128 \| \| 6—11 \| 4.451 \| \| \| 4.201 \| \| 12—14 \| 1.944 \| \| \| 1.940 \| \| 15—17 \| 1.865 \| \| \| 1.944 \| \| 18—24 \| 3.911 \| \| \| 4.115 \| \| 60+ \| 1.605 \| \| \| 1.786 \| \| Просек : \| 26,1 \| \| \| 27,0 \| |       |  |  |       |
| |       |  |  |       |
| | м     |  |  | ж     |
| 0—2 | 1.958 |  |  | 1.824 |
| 3—5 | 2.111 |  |  | 2.128 |
| 6—11 | 4.451 |  |  | 4.201 |
| 12—14 | 1.944 |  |  | 1.940 |
| 15—17 | 1.865 |  |  | 1.944 |
| 18—24 | 3.911 |  |  | 4.115 |
| 60+ | 1.605 |  |  | 1.786 |
| Просек : | 26,1  |  |  | 27,0  |

| #   | Индикатор                                                                                        | Вредност |
| --- | ------------------------------------------------------------------------------------------------ | -------- |
| 1   | Становништво од 0 до 2 године                                                                    | 3782     |
| 2   | Мушко становништво од 0 до 2 године                                                              | 1958     |
| 3   | Женско становништво од 0 до 2 године                                                             | 1824     |
| 4   | Становништво са 3 и више година                                                                  | 56037    |
| 5   | Мушко становништво са 3 и више година                                                            | 27430    |
| 6   | Женско становништво са 3 и више година                                                           | 28607    |
| 7   | Становништво са 5 и више година                                                                  | 53191    |
| 8   | Мушко становништво са 5 и више година                                                            | 26010    |
| 9   | Женско становништво са 5 и више година                                                           | 27181    |
| 10  | Становништво са 12 и више година                                                                 | 43146    |
| 11  | Мушко становништво са 12 и више година                                                           | 20868    |
| 12  | Женско становништво са 12 и више година                                                          | 22278    |
| 13  | Становништво са 15 и више година                                                                 | 39262    |
| 14  | Мушко становништво са 15 и више година                                                           | 18924    |
| 15  | Женско становништво са 15 и више година                                                          | 20338    |
| 16  | Становништво са 18 и више година                                                                 | 35453    |
| 17  | Мушко становништво са 18 и више година                                                           | 17059    |
| 18  | Женско становништво са 18 и више година                                                          | 18394    |
| 19  | Становништво од 3 до 5 година                                                                    | 4239     |
| 20  | Мушко становништво од 3 до 5 година                                                              | 2111     |
| 21  | Женско становништво од 3 до 5 година                                                             | 2128     |
| 22  | Становништво од 6 до 11 година                                                                   | 8652     |
| 23  | Мушко становништво од 6 до 11 година                                                             | 4451     |
| 24  | Женско становништво од 6 до 11 година                                                            | 4201     |
| 25  | Становништво од 8 до 14 година                                                                   | 9632     |
| 26  | Мушко становништво од 8 до 14 година                                                             | 4876     |
| 27  | Женско становништво од 8 до 14 година                                                            | 4756     |
| 28  | Становништво од 12 до 14 година                                                                  | 3884     |
| 29  | Мушко становништво од 12 до 14 година                                                            | 1944     |
| 30  | Женско становништво од 12 до 14 година                                                           | 1940     |
| 31  | Становништво од 15 до 17 година                                                                  | 3809     |
| 32  | Мушко становништво од 15 до 17 година                                                            | 1865     |
| 33  | Женско становништво од 15 до 17 година                                                           | 1944     |
| 34  | Становништво од 18 до 24 године                                                                  | 8026     |
| 35  | Мушко становништво од 18 до 24 године                                                            | 3911     |
| 36  | Женско становништво од 18 до 24 године                                                           | 4115     |
| 37  | Женско становништво од 15 до 49 година                                                           | 16644    |
| 38  | Становништво са 60 и више година                                                                 | 3391     |
| 39  | Мушко становништво са 60 и више година                                                           | 1605     |
| 40  | Женско становништво са 60 и више година                                                          | 1786     |
| 41  | Однос између мушкараца и жена                                                                    | 96.56    |
| 42  | Становништво од нуле до 14 година                                                                | 20557    |
| 43  | Становништво од 15 до 64 године                                                                  | 37023    |
| 44  | Становништво од 65 година и више                                                                 | 2239     |
| 45  | Просечан број деце                                                                               | 2.38     |
| 46  | Становништво рођено у ентитету                                                                   | 46517    |
| 47  | Мушко становништво рођено у ентитету                                                             | 23101    |
| 48  | Женско становништво рођено у ентитету                                                            | 23416    |
| 49  | Становништво рођено у другом ентитету                                                            | 13146    |
| 50  | Мушко становништво рођено у другом ентитету                                                      | 6198     |
| 51  | Женско становништво рођено у другом ентитету                                                     | 6948     |
| 52  | Становништво од 5 година и више резидентно у ентитету у јуну 2005. године                        | 51165    |
| 53  | Мушко становништво старосног доба од 5 година и више, резидентно у ентитету у јуну 2005. године  | 25087    |
| 54  | Женско становништво старосног доба од 5 и више година, резидентно у ентитету у јуну 2005. године | 26078    |
| 55  | Становништво од 5 година и више које је живело у другом ентитету у јуну 2005. године             | 1511     |
| 56  | Мушко становништво старије од 5 година које је живело у другом ентитету у јуну 2005. године      | 658      |
| 57  | Женско становништво старије од 5 година које је живело у другом ентитету у јуну 2005. године     | 853      |
| 58  | Становништво од 3 године и више које говори аутохтони језик                                      | 3317     |
| 59  | Мушко становништво старо 3 године и више које говори аутохтони језик                             | 1646     |
| 60  | Женско становништво старо 3 године и више које говори аутохтони језик                            | 1671     |
| 61  | Становништво од 3 године и више које говори аутохтони језик и не говори шпански језик            | 18       |
| 62  | Мушко становништво старо 3 године и више које говори аутохтони језик и не говори шпански         | 7        |
| 63  | Женско становништво старо 3 године и више које говори аутохтони језик и не говори шпански језик  | 11       |
| 64  | Становништво старо 3 године и више које говори аутохтони језик и шпански                         | 3017     |
| 65  | Мушко становништво старо 3 године и више које говори аутохтони језик и шпански                   | 1522     |
| 66  | Женско становништво старо 3 године и више које говори аутохтони језик и шпански                  | 1495     |
| 67  | Становништво од 5 година и више које говори аутохтони језик                                      | 3311     |
| 68  | Становништво од 5 година и више које говори аутохтони језик и не говори шпански језик            | 16       |
| 69  | Становништво од 5 година и више које говори аутохтони језик и говори шпански језик               | 3014     |
| 70  | Становништво у домородачким домаћинствима                                                        | 10398    |
| 71  | Становништво са ограничењима у активностима                                                      | 1978     |
| 72  | Становништво са ограниченим ходањем или кретањем, горе или доле                                  | 995      |
| 73  | Становници са ограничењима вида, чак и уз кориштење сочива                                       | 557      |
| 74  | Становништво са ограничењима говора, комуникације или конверзације                               | 223      |
| 75  | Становништво са ограниченим слухом                                                               | 169      |
| 76  | Становништво са ограничењима при одевању, купању или јелу                                        | 68       |
| 77  | Становништво са ограничењима у опажању или учењу једноставних ствари                             | 89       |
| 78  | Становништво са менталним ограничењима                                                           | 158      |
| 79  | Становништво без ограничења активности                                                           | 57558    |
| 80  | Становништво од 3 до 5 година које не похађа школу                                               | 1970     |
| 81  | Мушко становништво од 3 до 5 година које не похађа школу                                         | 974      |
| 82  | Женско становништво од 3 до 5 година које не похађа школу                                        | 996      |
| 83  | Становништво од 6 до 11 година које не похађа школу                                              | 212      |
| 84  | Мушко становништво од 6 до 11 година које не похађа школу                                        | 110      |
| 85  | Женско становништво од 6 до 11 година које не похађа школу                                       | 102      |
| 86  | Становништво од 12 до 14 година које не похађа школу                                             | 361      |
| 87  | Мушко становништво од 12 до 14 година које не похађа школу                                       | 191      |
| 88  | Женско становништво од 12 до 14 година које не похађа школу                                      | 170      |
| 89  | Становништво од 15 до 17 година похађа школу                                                     | 2335     |
| 90  | Мушко становништво од 15 до 17 година похађа школу                                               | 1084     |
| 91  | Женско становништво између 15 и 17 година живота у школи                                         | 1251     |
| 92  | Становништво од 18 до 24 године похађа школу                                                     | 1663     |
| 93  | Мушко становништво од 18 до 24 године похађа школу                                               | 806      |
| 94  | Женско становништво од 18 до 24 године похађа школу                                              | 857      |
| 95  | Становништво од 8 до 14 година које не може да чита и пише                                       | 211      |
| 96  | Мушко становништво старосног доба од 8 до 14 година које не може да чита и пише                  | 119      |
| 97  | Женско становништво старосног доби од 8 до 14 година које не може да чита и пише                 | 92       |
| 98  | Становништво од 15 година и више које је неписмено                                               | 2873     |
| 99  | Мушко становништво од 15 година и више које је неписмено                                         | 998      |
| 100 | Женско становништво од 15 година и више које је неписмено                                        | 1875     |
| 101 | Становништво старо 15 и више година без школовања                                                | 2656     |
| 102 | Мушко становништво старо 15 и више година без школовања                                          | 983      |
| 103 | Женско становништво старо 15 и више година без школовања                                         | 1673     |
| 104 | Становништво старосног доба 15 и више година са непотпуним основним образовањем                  | 4764     |
| 105 | Мушко становништво старосног доба од 15 година и више са непотпуном основним образовањем         | 2098     |
| 106 | Женско становништво старосног доба 15 и више година са непотпуном основним образовањем           | 2666     |
| 107 | Становништво старо 15 и више година са комплетним основним образовањем                           | 10923    |
| 108 | Мушко становништво старо 15 година и више са комплетним основним образовањем                     | 4965     |
| 109 | Женско становништво старо 15 и више година са комплетним основним образовањем                    | 5958     |
| 110 | Становништво старосног доба 15 и више година са непотпуним средњим образовањем                   | 2289     |
| 111 | Мушко становништво старосног доба од 15 година и више са непотпуним средњим образовањем          | 1391     |
| 112 | Женско становништво старосног доба од 15 година и више са непотпуним средњим образовањем         | 898      |
| 113 | Становништво старо 15 и више година са пуним секундарном образовањем                             | 9822     |
| 114 | Мушко становништво старосног доба од 15 година и више са пуним секундарном образовањем           | 5044     |
| 115 | Женско становништво старосног доба од 15 година и више са пуним секундарном образовањем          | 4778     |
| 116 | Становништво старије од 18 година са постосновним образовањем                                    | 7639     |
| 117 | Мушко становништво старије од 18 година са постосновним образовањем                              | 3935     |
| 118 | Женско становништво старије од 18 година са постосновним образовањем                             | 3704     |
| 119 | Просечна оцена школовања                                                                         | 7.57     |
| 120 | Просечан ниво образовања мушке популације                                                        | 7.87     |
| 121 | Просечан ниво образовања женског становништва                                                    | 7.29     |
| 122 | Економски активно становништво                                                                   | 23470    |
| 123 | Економски активна мушка популација                                                               | 15993    |
| 124 | Економски активна женска популација                                                              | 7477     |
| 125 | Становништво које није економски активно                                                         | 19415    |
| 126 | Мушко становништво које није економски активно                                                   | 4696     |
| 127 | Женско становништво које није економски активно                                                  | 14719    |
| 128 | Запослено становништво                                                                           | 22375    |
| 129 | Запослено мушко становништво                                                                     | 15048    |
| 130 | Запослено женско становништво                                                                    | 7327     |
| 131 | Незапослена популација                                                                           | 1095     |
| 132 | Незапослена мушка популација                                                                     | 945      |
| 133 | Незапослена женска популација                                                                    | 150      |
| 134 | Становништво без права на здравствене услуге                                                     | 30851    |
| 135 | Становништво које има право на здравствене услуге                                                | 28842    |
| 136 | Становништво које има право на ИМСС                                                              | 7789     |
| 137 | Становништво које има право на социјално осигурање                                               | 762      |
| 138 | Становништво које има право на државно социјално осигурање                                       | 132      |
| 139 | Становништво које има право на опште осигурање или здравствено осигурање за нову генерацију      | 17661    |
| 140 | Становништво које је било једном или није било у браку током 12 година и више                    | 15394    |
| 141 | Венчано или уједињено становништво од 12 година и више                                           | 24904    |
| 142 | Становништво које је било у браку или уједињено 12 година и више                                 | 2751     |
| 143 | Становништво са католичком религијом                                                             | 56345    |
| 144 | Протестанти, еванђелисти и библијски следбеници различити од еванђелиста                         | 2401     |
| 145 | Становништво са другим религијама различитим од претходних                                       | 25       |
| 146 | Становништво без религије                                                                        | 136      |
| 147 | Укупно пописаних домаћинства                                                                     | 11946    |
| 148 | Пописна домаћинства на челу са мушкарцима                                                        | 9927     |
| 149 | Пописна домаћинства на челу са женама                                                            | 2019     |
| 150 | Становништво у пописним домаћинствима                                                            | 59839    |
| 151 | Становништво у пописним домаћинствима на челу са мушкарцима                                      | 51258    |
| 152 | Становништво у пописним домаћинствима на челу са женама                                          | 8581     |
| 153 | Укупно домаћинстава                                                                              | 13238    |
| 154 | Укупно насељених домаћинстава                                                                    | 12000    |
| 155 | Укупно приватних кућа                                                                            | 13184    |
| 156 | Насељени приватни домови                                                                         | 11946    |
| 157 | Укупно насељених приватних кућа                                                                  | 12000    |
| 158 | Ненасељене приватне куће                                                                         | 894      |
| 159 | Појединачна домаћинства за привремену употребу                                                   | 344      |
| 160 | Становници у насељеним приватним кућама                                                          | 59839    |
| 161 | Насељеност станара у приватним становима                                                         | 5.01     |
| 162 | Просечно становника по соби у приватним насељеним домаћинствима                                  | 1.39     |
| 163 | Појединачна домаћинства са подовима од различитих материјала од земље                            | 11201    |
| 164 | Појединачна домаћинства у приземљу                                                               | 669      |
| 165 | Појединачна домаћинства са једном спаваћом собом                                                 | 4306     |
| 166 | Појединачна домаћинства са две спаваће собе и више                                               | 7565     |
| 167 | Појединачна домаћинства са једним собом                                                          | 1083     |
| 168 | Појединачна домаћинства са две собе                                                              | 2285     |
| 169 | Појединачна домаћинства са 3 собе и више                                                         | 8492     |
| 170 | Појединачна домаћинства која имају електрично светло                                             | 11775    |
| 171 | Појединачна домаћинства која немају електрично светло                                            | 101      |
| 172 | Појединачна домаћинства која имају водоводну воду у стамбеном простору                           | 10792    |
| 173 | Појединачна домаћинства која немају водоводну воду у стамбеном простору                          | 1078     |
| 174 | Појединачна домаћинства која имају тоалет                                                        | 11620    |
| 175 | Појединачна домаћинства која имају канализацију                                                  | 11623    |
| 176 | Појединачна домаћинства која немају канализацију                                                 | 236      |
| 177 | Појединачна домаћинства која имају електрично светло, довод воде из јавне мреже и канализацију   | 10574    |
| 178 | Појединачна домаћинства без икаквих услова                                                       | 164      |
| 179 | Појединачна домаћинства која имају радио                                                         | 9990     |
| 180 | Појединачна домаћинства која имају телевизор                                                     | 11409    |
| 181 | Појединачна домаћинства која имају фрижидер                                                      | 7503     |
| 182 | Појединачна домаћинства која имају машину за веш                                                 | 5278     |
| 183 | Појединачна домаћинства која имају аутомобил или комби                                           | 4069     |
| 184 | Појединачна домаћинства која имају рачунар                                                       | 1592     |
| 185 | Појединачна домаћинства која имају фиксну телефонску линију                                      | 4797     |
| 186 | Појединачна домаћинства која имају мобилни телефон                                               | 5312     |
| 187 | Појединачна домаћинства која имају приступ интернету                                             | 977      |
| 188 | Величина локације                                                                                | 10       |